# Marathon van Enschede 1991
De marathon van Enschede 1991 werd gelopen op zondag 15 juni 1991. Het was de 23e editie van deze marathon en de laatste van de tweejaarlijkse cyclus. Voortaan zal de marathon jaarlijks plaatsvinden, te beginnen in 1992.
De Sovjet-Rus Sergei Prorokov zegevierde bij de mannen in 2:15.04. Als eerste vrouw werd de Poolse Czeslawa Mentlewicz geregistreerd met een finishtijd van 2:41.48.

## Uitslagen

### Mannen
| rang   | naam                | land | tijd    |
| ------ | ------------------- | ---- | ------- |
| Goud   | Sergei Prokorov     | URS  | 2:15.04 |
| Zilver | Aleksandr Sagoruiko | URS  | 2:15.52 |
| Brons  | Wojciech Wieckowski | POL  | 2:15.55 |
| 4      | Jan van Rijthoven   | NED  | 2:15.58 |
| 5      | Simon Mrashani      | TAN  | 2:16.43 |
| 6      | Vlastimil Bukovjan  | TCH  | 2:17.14 |
| 7      | Geza Farkas         | USA  | 2:17.20 |
| 8      | Jos Sasse           | NED  | 2:17.44 |
| 9      | Nikolay Tabak       | URS  | 2:17.48 |
| 10     | Michel de Maat      | NED  | 2:18.58 |
| 11     | Petr Bukovjan       | TCH  | 2:19.15 |
| 12     | Aart Stigter        | NED  | 2:19.48 |
| 13     | Thomas Robert Naali | TAN  | 2:20.27 |
| 14     | Hooper              | ?    | 2:21.26 |
| 15     | Madar               | TCH  | 2:22.59 |

### Vrouwen
| rang   | naam                | land | tijd    |
| ------ | ------------------- | ---- | ------- |
| Goud   | Czeslawa Mentlewicz | POL  | 2:41.48 |
| Zilver | Ine Valentin        | NED  | 2:42.09 |
| Brons  | Ivana Mocikova      | TCH  | 2:43.12 |

1947 ·
1949 ·
1951 ·
1953 ·
1955 ·
1957 ·
1959 ·
1961 ·
1963 ·
1965 ·
1967 ·
1969 ·
1971 ·
1973 ·
1975 ·
1977 ·
1979 ·
1981 ·
1983 ·
1985 ·
1987 ·
1989 ·
1991 ·
1992 ·
1993 ·
1994 ·
1995 ·
1996 ·
1997 ·
1998 ·
1999 ·
2000 ·
2001 ·
2002 ·
2003 ·
2004 ·
2005 ·
2006 ·
2007 ·
2008 ·
2009 ·
2010 ·
2011 ·
2012 ·
2013 ·
2014 ·
2015 ·
2016 ·
2017 ·
2018 ·
2019 ·
2020 · 2021 ·
2022 ·
2023 ·
2024 ·
2025